# Festival internazionale del film fantastico di Gérardmer
Il Festival internazionale del film fantastico di Gérardmer (Festival International du Film Fantastique de Gérardmer) è un festival cinematografico dedicato al cinema fantastico che si tiene annualmente dal 1994, alla fine del mese di gennaio, nella città francese di Gérardmer.
Nel panorama internazionale delle manifestazioni specializzate ha di fatto sostituito il Festival internazionale del film fantastico di Avoriaz, che si è tenuto dal 1973 al 1993.
Denominato Fantastica nelle prime due edizioni, e Fantastic'Arts - Festival du film fantastique de Gérardmer dal 1996 al 2009, ha assunto il nome attuale dall'edizione del 2010.

## Albo d'oro
- 1994
  - Gran Premio: The Bride With White Hair, regia di Ronny Yu (Hong Kong)
  - Premio della giuria: La ardilla roja, regia di Julio Medem (Spagna)
  - Premio speciale: Il miglior amico dell'uomo (Man's Best Friend), regia di John Lafia (USA)
  - Premio della critica: La ardilla roja, regia di Julio Medem (Spagna)
  - Premio del pubblico: Il ritorno dei morti viventi 3 (Return of the Living Dead III), regia di Brian Yuzna (USA)
- 1995
  - Gran Premio: Creature del cielo (Heavenly Creatures), regia di Peter Jackson (Nuova Zelanda)
  - Premio della giuria: Dellamorte Dellamore, regia di Michele Soavi (Italia)
  - Premio speciale: Akumulator 1, regia di Jan Svěrák (Repubblica Ceca)
  - Premio della critica: Akumulator 1, regia di Jan Svěrák (Repubblica Ceca)
  - Premio del pubblico: Dellamorte Dellamore, regia di Michele Soavi (Italia)
- 1996
  - Gran Premio: Il giorno della bestia, regia di Álex de la Iglesia (Spagna)
  - Premio della giuria: Gli occhi del testimone (Mute Witness), regia di Anthony Waller (Germania, Gran Bretagna, USA, Russia)
  - Premio della critica: Il segreto dell'isola di Roan (The Secret of Roan Inish), regia di John Sayles (USA, Irlanda)
  - Premio del pubblico: Powder - Un incontro straordinario con un altro essere (Powder), regia di Victor Salva (USA)
- 1997
  - Gran Premio: Scream, regia di Wes Craven (USA)
  - Premio della giuria: Nur über meine Leiche, regia di Rainer Matsutani (Germania)
  - Menzione speciale della giuria: Ghost in the Shell (Kōkaku Kidōtai), regia di Mamoru Oshii (Giappone)
  - Premio della critica: Nur über meine Leiche, regia di Rainer Matsutani (Germania)
  - Premio del pubblico: Scream, regia di Wes Craven (USA)
- 1998
  - Gran Premio: Un lupo mannaro americano a Parigi (An American Werewolf in Paris), regia di Anthony Waller (Lussemburgo)
  - Premio della giuria: Fotografando i fantasmi (Photographing Fairies), regia di Nick Willing (Gran Bretagna) ex aequo Gattaca, regia di Andrew Niccol (USA)
  - Premio della critica: Fotografando i fantasmi (Photographing Fairies), regia di Nick Willing (Gran Bretagna)
  - Premio del pubblico: Un lupo mannaro americano a Parigi (An American Werewolf in Paris), regia di Anthony Waller (Lussemburgo)
- 1999
  - Gran Premio: Cube - Il cubo (Cube), regia di Vincenzo Natali (Canada)
  - Premio della giuria: Brivido di sangue (The Wisdom of Crocodiles), regia di Po-Chih Leong (Gran Bretagna) ex aequo La sposa di Chucky (Bride of Chucky), regia di Ronny Yu (USA)
  - Premio della critica: Cube - Il cubo (Cube), regia di Vincenzo Natali (Canada)
  - Premio del pubblico: Cube - Il cubo (Cube), regia di Vincenzo Natali (Canada)
- 2000
  - Gran Premio: Echi mortali (Stir of Echoes), regia di David Koepp (USA)
  - Premio della giuria: Nameless - Entità nascosta (Los sin nombre), regia di Jaume Balagueró (Spagna)
  - Premio della critica: Nameless - Entità nascosta (Los sin nombre), regia di Jaume Balagueró (Spagna)
- 2001
  - Gran Premio: Thomas in Love (Thomas est amoureux), regia di Pierre-Paul Renders (Belgio)
  - Premio della giuria: Chasing Sleep, regia di Michael Walker (USA)
  - Premio della critica: Yo nimo kimyo na monogatari - eiga no tokubetsuhen, regia di Masayuki Ochiai, Masayuki Suzuki, Mamoru Hoshi e Hisao Ogura (Giappone)
- 2002
  - Gran Premio: Fausto 5.0, regia di Isidro Ortiz, Alex Olle, Carlos Padrissa (Spagna)
  - Premio della giuria: La spina del diavolo (El espinazo del diablo), regia di Guillermo del Toro (Spagna, Messico)
  - Premio della critica: La spina del diavolo (El espinazo del diablo), regia di Guillermo del Toro (Spagna, Messico)
- 2003
  - Gran Premio: Dark Water (Honogurai mizu no soko kara), regia di Hideo Nakata (Giappone)
  - Premio della giuria: Maléfique, regia di Eric Valette (Francia) ex aequo The Gathering, regia di Brian Gilbert (Gran Bretagna)
  - Premio della critica: Dark Water (Honogurai mizu no soko kara), regia di Hideo Nakata (Giappone)
- 2004
  - Gran Premio: Two Sisters (Janghwa, Hongryeon), regia di Kim Ji-woon (Corea del Sud)
  - Premio della giuria: The Happiness of the Katakuris (Katakuri-ke no kôfuku), regia di Takashi Miike (Giappone)
  - Premio della critica: Love Object, regia di Robert Parigi (USA)
- 2005
  - Gran Premio: Trouble, regia di Harry Cleven (Belgio)
  - Premio della giuria: Saw - L'enigmista (Saw), regia di James Wan (USA) ex aequo Calvaire di Fabrice du Welz (Belgio)
  - Premio della critica: Calvaire di Fabrice du Welz (Belgio)
- 2006
  - Gran Premio: Isolation - La fattoria del terrore (Isolation), regia di Billy O'Brien (Irlanda, Gran Bretagna)
  - Premio della giuria: Fragile - A Ghost Story (Frágiles), regia di Jaume Balagueró (Spagna)
  - Premio della critica: Isolation - La Fattoria del Terrore (Isolation), regia di Billy O'Brien (Irlanda, Gran Bretagna)
- 2007
  - Gran Premio: Den brysomme mannen, regia di Jens Lien (Norvegia)
  - Premio della giuria: Black Sheep - Pecore assassine (Black Sheep), regia di Jonathan King (Nuova Zelanda) ex aequo Fido, regia di Andrew Currie (Canada)
  - Premio della critica: Den brysomme mannen, regia di Jens Lien (Norvegia)
  - Premio del pubblico: Black Sheep - Pecore assassine (Black Sheep), regia di Jonathan King (Nuova Zelanda)
- 2008
  - Gran Premio: The Orphanage (El Orfanato), regia di Juan Antonio Bayona (Spagna, Messico)
  - Premio della giuria: Rec, regia di Paco Plaza e Jaume Balagueró (Spagna) ex aequo Denti, regia di Mitchell Lichtenstein (USA)
  - Premio della critica: Le cronache dei morti viventi (Diary of the Dead), regia di George A. Romero (USA)
  - Premio del pubblico: Rec, regia di Paco Plaza e Jaume Balagueró (Spagna)
- 2009
  - Gran Premio: Lasciami entrare (Låt den rätte komma in), regia di Tomas Alfredson (Svezia)
  - Premio della giuria: Grace, regia di Paul Solet (USA, Canada)
  - Premio della critica: Lasciami entrare (Låt den rätte komma in), regia di Tomas Alfredson (Svezia)
  - Premio della giuria giovane: Sauna, regia di Anti-Jussi Annila (Finlandia)
  - Premio del pubblico: Prossima fermata: l'inferno (The Midnight Meat Train) (USA)
  - Premio della giuria sci-fi: Prossima fermata: l'inferno (The Midnight Meat Train) (USA)
- 2010
  - Gran Premio: Die Tür, regia di Anno Saul (Germania)
  - Premio della giuria: Moon, regia di Duncan Jones (Regno Unito)
  - Premio della critica: Moon, regia di Duncan Jones (Regno Unito)
  - Premio speciale della critica: Amer, regia di Hélène Cattet e Bruno Forzani (Belgio)
  - Premio della giuria giovane: Bulshin Jiok, regia di Lee Yong-ju (Corea del Sud)
  - Premio del pubblico: 5150 Rue des Ormes, regia di Eric Tessier (Canada)
  - Premio della giuria sci-fi: The Horde (La Horde), regia di Yannick Dahan e Benjamin Rocher (Francia)
- 2011
  - Gran Premio: Kim Bok-nam sar-insageon-ui jeonmal, regia di Jang Cheol-soo (Corea del Sud)
  - Premio della giuria: Siamo quello che mangiamo (Somos lo que hay), regia di Jorge Michel Grau (Messico) ex aequo The Loved Ones, regia di Sean Byrne (Australia)
  - Premio della critica: I Saw the Devil, regia di Kim Ji-woon (Corea del Sud)
  - Premio della giuria giovane: I Saw the Devil, regia di Kim Ji-woon (Corea del Sud)
  - Premio del pubblico: I Saw the Devil, regia di Kim Ji-woon (Corea del Sud)
  - Premio della giuria sci-fi: The Loved Ones, regia di Sean Byrne (Australia)
- 2012
  - Gran Premio: Babycall, regia di Pål Sletaune (Norvegia)
  - Premio della giuria: Beast, regia di Christoffer Boe (Danimarca) ex aequo 1921 - Il mistero di Rookford (The Awakening), regia di Nick Murphy (Regno Unito)
  - Premio della critica: Babycall, regia di Pål Sletaune (Norvegia)
  - Premio della giuria giovane: 1921 - Il mistero di Rookford (The Awakening), regia di Nick Murphy (Regno Unito)
  - Premio del pubblico: Eva, regia di Kike Maíllo (Spagna/Francia)
  - Premio della giuria sci-fi: 1921 - Il mistero di Rookford (The Awakening), regia di Nick Murphy (Regno Unito)
- 2013
  - Gran Premio: La madre (Mama), regia di Andrés Muschietti (Spagna/Canada)
  - Premio della giuria: Berberian Sound Studio, regia di Peter Strickland (Regno Unito) ex aequo Fin, regia di Jorge Torregrossa (Spagna)
  - Premio della critica: Berberian Sound Studio, regia di Peter Strickland (Regno Unito)
  - Premio della giuria giovane: La madre (Mama), regia di Andrés Muschietti (Spagna/Canada)
  - Premio del pubblico: La madre (Mama), regia di Andrés Muschietti (Spagna/Canada)
  - Premio della giuria sci-fi: You're Next, regia di Adam Wingard (USA)